# Cumberland Championships
Die Cumberland Championships waren offene internationale Meisterschaften im Badminton in England. Sie waren eines der bedeutendsten internationalen Badmintonturniere in der Zeit kurz nach dem Zweiten Weltkrieg. Mit der Ausbreitung des Sports über alle Kontinente verloren die Titelkämpfe in den 1960er Jahren an internationaler Bedeutung.

## Sieger
| Saison    | Herreneinzel     | Dameneinzel  | Herrendoppel                    | Damendoppel                | Mixed                         |
| --------- | ---------------- | ------------ | ------------------------------- | -------------------------- | ----------------------------- |
| vor 1955  | keine Daten      | keine Daten  | keine Daten                     | keine Daten                | keine Daten                   |
| 1956      | Roger Holdsworth | P. M. Semple | K. Houldcroft G. R. Swarbrick   | F. M. Lee S. Armstrong     | Roger Holdsworth M. Edmondson |
| 1957      | A. R. V. Dolman  | P. M. Semple | A. R. V. Dolman Kenneth Derrick | S. J. Baldwin P. M. Semple | M. W. Holborn Brenda Holborn  |
| 1958      | Tony Jordan      | P. M. Semple | A. R. V. Dolman Kenneth Derrick | P. E. Broad Brenda Holborn | Tony Jordan Brenda Holborn    |
| nach 1958 | keine Daten      | keine Daten  | keine Daten                     | keine Daten                | keine Daten                   |